# Екоул Мачедонией
„Екоул Мачедонией“ (на румънски: Ecoul Macedoniei, в превод Македонско ехо) е вестник, издаван в Букурещ, Румъния от 17 август 1903 до 1 октомври 1906 година. Подзаглавието му е „Националистически седмичен орган“ (organ naţionalist săptămânal).
Първите броеве нямат посочен издател, но текстове се приемат в Обществото за македонорумънска култура, а след това от 22 май 1905 г. се появява редакционен комитет, начело с поета и публицист Нуши Тулиу. От 22 юни 1906 година има нов редакционен комитет, съставен от „студенти македонци“ и редактор - основател Николае Н. Войку. Вестникът се занимава изключително с политическите проблеми на арумъните в Македония. Вестникът има постоянни литературни рубрики - „Фолио“ и „Пиндски герои“. Други сътрудници са Георге Чяра, Василе Диаманди, А. Т. Дан, Г. Мърунчелу и други. Повечето политически или полемични статии са подписани или под псевдоним.